# مون هی جون
مون هی جون (انگلیسی: Moon Hee-joon؛ زادهٔ ۱۴ مارس ۱۹۷۸) خواننده، بازیگر، ترانه‌پرداز، و تهیه‌کننده موسیقی اهل کره جنوبی است. وی از سال ۱۹۹۶ میلادی تاکنون مشغول فعالیت بوده‌است.